# کاظم دانشی
کاظم دانشی کارگردان و فیلم‌نامه‌نویس ایرانی است. وی دارای مدرک کارشناسی کارگردانی تئاتر است.او در چهلمین دوره جشنواره فیلم فجر برنده سیمرغ بلورین بهترین فیلمنامه جشنواره فیلم فجر برای فیلم علفزار شد.

## فیلم شناسی
- بی‌بدن (فیلم سینمایی)
- علفزار (فیلم سینمایی)
- راحانا (فیلم کوتاه)
- پرتقال (فیلم کوتاه)
- بادکنک های رنگی (فیلم کوتاه)
- مثل تو و محدوده یک درجه (فیلم کوتاه)